# André Casanova
André Casanova (Parigi, 12 ottobre 1919 – Louveciennes, 7 marzo 2009) è stato un compositore francese.
Discepolo del celebre musicista René Leibowitz, divenne un paladino della tecnica dodecafonica.